# Teorema di estensione di Tietze
In matematica, il teorema di estensione di Tietze, chiamato anche, semplicemente, teorema di Tietze, è un teorema di topologia generale che, sotto certe ipotesi, afferma la possibilità di prolungare qualsiasi funzione continua a valori reali, definita su un sottoinsieme di uno spazio topologico normale, a una funzione continua definita sull'intero spazio.

## Condizioni
Gli spazi topologici che godono di tale importante proprietà sono gli spazi normali. Si tratta di spazi per i quali, grazie al lemma di Urysohn, è già nota la ricchezza di funzioni reali continue non banali. Tale lemma permette di costruire funzioni con cui è possibile "separare" qualsiasi coppia di insiemi chiusi disgiunti mediante opportune funzioni reali continue. Per quanto profonda, una simile proprietà permette, in apparenza, di costruire solo funzioni molto rudimentali, costanti su ciascuno dei due insiemi chiusi che si intendono separare.
Il teorema di Tietze assicura invece che, proprio grazie a tali "rudimentali" funzioni, è possibile inferire l'esistenza di un ricchissimo armamentario di funzioni reali continue, costruite semplicemente a partire da un'arbitraria funzione continua definita su un qualunque sottospazio chiuso.

## Enunciato
Il teorema afferma che ogni funzione continua, definita su un sottospazio chiuso di uno spazio topologico normale, a valori in un intervallo [-1,1], è prolungabile a una funzione reale continua a valori nello stesso intervallo. 
In simboli:
Se {\displaystyle f:C\to [-1,1]} è continua, con {\displaystyle C\subseteq E} chiuso e {\displaystyle E} normale, allora esiste {\displaystyle g:E\to [-1,1]} continua e tale che {\displaystyle g(x)=f(x)} per ogni {\displaystyle x\in C}.

## Dimostrazione
Per dimostrare il teorema è necessario il seguente lemma preliminare, che assicura l'esistenza di estensioni, per così dire, approssimate. Siano {\displaystyle E} e {\displaystyle C} definiti come sopra e {\displaystyle h:C\to [-b,b]} continua, con {\displaystyle C\subseteq E} chiuso. Esiste allora {\displaystyle \phi :E\to [-b/3,+b/3]} continua e tale che {\displaystyle |h(x)-\phi (x)|\leq (2/3)b} per ogni {\displaystyle x\in C}.
Infatti, si considerano i due insiemi disgiunti {\displaystyle A=\{t:h(t)\leq -(1/3)b\}} e {\displaystyle B=\{t:h(t)\geq (1/3)b\}}. Si tratta di insiemi chiusi, in quanto immagini inverse di chiusi tramite una funzione continua. Il lemma di Urysohn assicura l'esistenza di una funzione continua {\displaystyle \phi :E\to [-b/3,+b/3]} che vale {\displaystyle -b/3} su {\displaystyle A} e {\displaystyle b/3} su {\displaystyle B}. È immediato verificare che essa soddisfa la disuguaglianza richiesta.
La dimostrazione del teorema di Tietze è un'applicazione ricorsiva del lemma. Si ponga {\displaystyle h=f} (e, di conseguenza, {\displaystyle b=1}). Si trova una {\displaystyle \phi _{0}:E\to [-1/3,+1/3]} continua tale che:
{\displaystyle |f(x)-\phi _{0}(x)|\leq 2/3}
su {\displaystyle C}. 
Si passa poi a considerare la funzione {\displaystyle \ h=f-\phi _{0}} per la quale, essendo {\displaystyle |h|\leq 2/3} si deve porre {\displaystyle b=2/3}. Si trova allora una funzione {\displaystyle \phi _{1}:E\to [-(2/3)^{2},(2/3)^{2}]} tale che:
{\displaystyle |h(x)-\phi _{1}(x)|=|f(x)-\phi _{0}(x)-\phi _{1}(x)|\leq (2/3)^{2}}
su {\displaystyle C}.
Il passo compiuto si reitera ancora e, procedendo per induzione, si giunge a dimostrare l'esistenza di una successione di funzioni a valori reali e continue {\displaystyle \phi _{n},n\in \mathbb {N} _{0}}, tali che, per ogni indice n, si abbia:
{\displaystyle |\phi _{n}(x)|\leq (1/3)(2/3)^{n}\leq (2/3)^{n},\qquad x\in E}
e:
{\displaystyle |f(c)-(\phi _{0}(c)+\phi _{1}(c)+\phi _{2}(c)+\dots +\phi _{n}(c))|\leq (2/3)^{n+1},\qquad c\in C}
Ponendo
{\displaystyle g_{n}(x)=\phi _{0}(x)+\phi _{1}(x)+\dots +\phi _{n}(x)}
si avrà che ciascun termine della serie di funzioni {\displaystyle g_{n}} è dominato dal corrispondente termine della successione {\displaystyle (2/3)^{n}}. Questo assicura la convergenza uniforme a una funzione continua {\displaystyle g} (si veda convergenza totale di una serie di funzioni).
Inoltre, la disuguaglianza
{\displaystyle |f(c)-g_{n}(c)|\leq (2/3)^{n+1}}
assicura che la serie di funzioni {\displaystyle g_{n}} converge uniformemente a {\displaystyle f} su tutto {\displaystyle C}.
Quindi {\displaystyle g} costituisce l'estensione continua richiesta dalla tesi.
La richiesta che l'insieme di definizione della funzione di partenza sia chiuso è connaturata al problema stesso. È noto, da controesempi basilari presi dall'analisi matematica elementare, che non è possibile garantire, in generale, il prolungamento continuo di funzioni definite su sottoinsiemi non chiusi di uno spazio normale. Si pensi, ad esempio, alla funzione {\displaystyle \sin(1/x)}: la funzione è continua sull'insieme, non chiuso, costituito dai reali diversi da 0, ma non estensibile in maniera continua nello zero e quindi non prolungabile a una funzione continua definita sulla semiretta non negativa.